# 平都
平都（へいと）は、南北朝時代に東魏で王迢触、曹弐龍が使用した私年号。536年。

## 西暦との対照表
| 平都 | 元年  |
| 西暦 | 536年 |
| 干支 | 丙辰  |